# Skinless
Skinless est un groupe de death metal américain,. Le groupe est formé en 1992 et se sépare en 2011, avant de se reformer en 2013.

## Biographie
Skinless est formé par Ryan Wade et Noah Carpenter à South Glens Falls, New York. Après avoir été dans plusieurs communes de l'État de New York, le groupe s'installe à Troy. Skinless devient connu pour ses concerts au rythme intense, ainsi que pour son mélange de cynisme lyrique de fin du monde et de comédie, que l'on retrouve dans d'autres groupes death metal comme Carcass ou Cannibal Corpse.
Le premier album du groupe, Progression Towards Evil, sort en 1998 sur un label indépendant. Il en sort quatre autres jusqu'en 2006. En juin 2010, Skinless revient en concert pour jouer les deux premiers albums. Malgré la volonté de Noah Carpenter de maintenir le groupe, les autres membres préfèrent se séparer, après avoir donné un dernier concert au Maryland Deathfest. Ils jouent ensuite dans d'autres groupes,.
En 2013, Skinless annonce sa reformation avec les membres de l'album Progression Towards Evil. Il accueille un deuxième guitariste, Dave Matthews. Il annonce travailler sur un prochain album qu'il espère sortir en 2015.

## Discographie
- 1998 : Progression Towards Evil
- 2001 : Foreshadowing Our Demise
- 2002 : Miscreant (EP)
- 2003 : From Sacrifice to Survival
- 2006 : Trample the Weak, Hurdle the Dead
- 2015 : Only the Ruthless Remain
- 2018 : Savagery